# 绍圣绍述
紹聖紹述，中国北宋宋哲宗恢复宋神宗时各项新法的事件。
宋哲宗元祐八年（1093年）九月，神宗母太皇太后高氏病死，宋哲宗赵煦亲政。哲宗对守旧派的专横无君久已不满，因此亲政后召见新党。标榜恢复“先帝遗业”，以“绍述”（继承）其父神宗成法为名，于元祐九年（1094年）四月，改元绍圣，表示继承神宗新法。起用新党，章惇为尚书左仆射兼门下侍郎。被贬窜的变法派要人章惇、曾布、蔡卞、蔡京等人入朝任要职，在元祐更化中被贬逐的新党人士纷纷起用。命翰林学士承旨曾布修神宗正史。重掌政权的新党对在元祐年间执政的旧党展开猛烈的攻击，大批贬逐元祐旧党，贬斥旧党吕大防、刘挚等，追夺司马光、吕公著赠谥。尽废元祐法度，陆续恢复神宗青苗法、免役法等各项新法。虽名“绍述”，但新法并未真正得到恢复，他们主要是对元祐诸臣进行残酷的迫害，被定为元祐党人者共七十三人。统治集团内部斗争更加激烈。